# Oedipina gracilis
Espèce
Statut de conservation UICN

 EN A2ac : En danger
Oedipina gracilis est une espèce d'urodèles de la famille des Plethodontidae.

## Répartition
Cette espèce est endémique de l'Amérique centrale. Elle se rencontre entre 3 et 710 m d'altitude :
- dans le nord-est du Panama ;
- sur le versant Atlantique du Costa Rica.

## Publication originale
- Taylor, 1952 : The salamanders and caecilians of Costa Rica. University of Kansas Science Bulletin, vol. 34, no 2, p. 695-791 (texte intégral).